# Mesoreodon
Genre
Mesoreodon est un genre fossile d’herbivores terrestres de la famille également éteinte des Merycoidodontidae, vivant en Amérique du Nord  à l'Oligocène et au Miocène, entre −30 millions d’années et −16 millions d’années.

## Description
Animal ongulé ressemblant à un tapir.

## Occurrence
Au total, une cinquantaine de spécimens fossiles ont été découverts dans l'Ouest des États-Unis. Leur poids est estimé entre 150 et 220 kg.

## Liste d'espèces
Selon Paleobiology Database (10 février 2021) :
- † Mesoreodon chelonyx Scott, 1893
- † Mesoreodon floridensis MacFadden & Morgan, 2003
- † Mesoreodon minor Douglass, 1903

## Publication originale
- (en) W. B. Scott, « The Mammals of the Deep River Beds », The American Naturalist, Chicago, University of Chicago Press, vol. 27, no 319,‎ 6 octobre 1893, p. 659-662 (ISSN 0003-0147 et 1537-5323, OCLC 45446849 et 1480477, lire en ligne).